# Liste der Mitglieder der American Academy of Arts and Sciences/1813
Im Jahr 1813 wählte die American Academy of Arts and Sciences 11 Personen zu ihren Mitgliedern.

## Neugewählte Mitglieder
- Robert Adrain (1775–1843)
- Jeremiah Day (1773–1867)
- John Garnett (* 1748 oder 1751, † 1820)
- George Gibbs (1776–1833)
- Jacob Perkins (1766–1849)
- Abraham Rees (1743–1825)
- Asahel Stearns (1774–1839)
- William Sullivan (1774–1839)
- Samuel Swett (1782–1866)
- William Wells (1773–1860)
- Thomas Lindall Winthrop (1760–1841)